# Andriasa objectus
Andriasa objectus är en fjärilsart som beskrevs av Embrik Strand 1912. Andriasa objectus ingår i släktet Andriasa och familjen svärmare. Inga underarter finns listade i Catalogue of Life.